# Brotbank

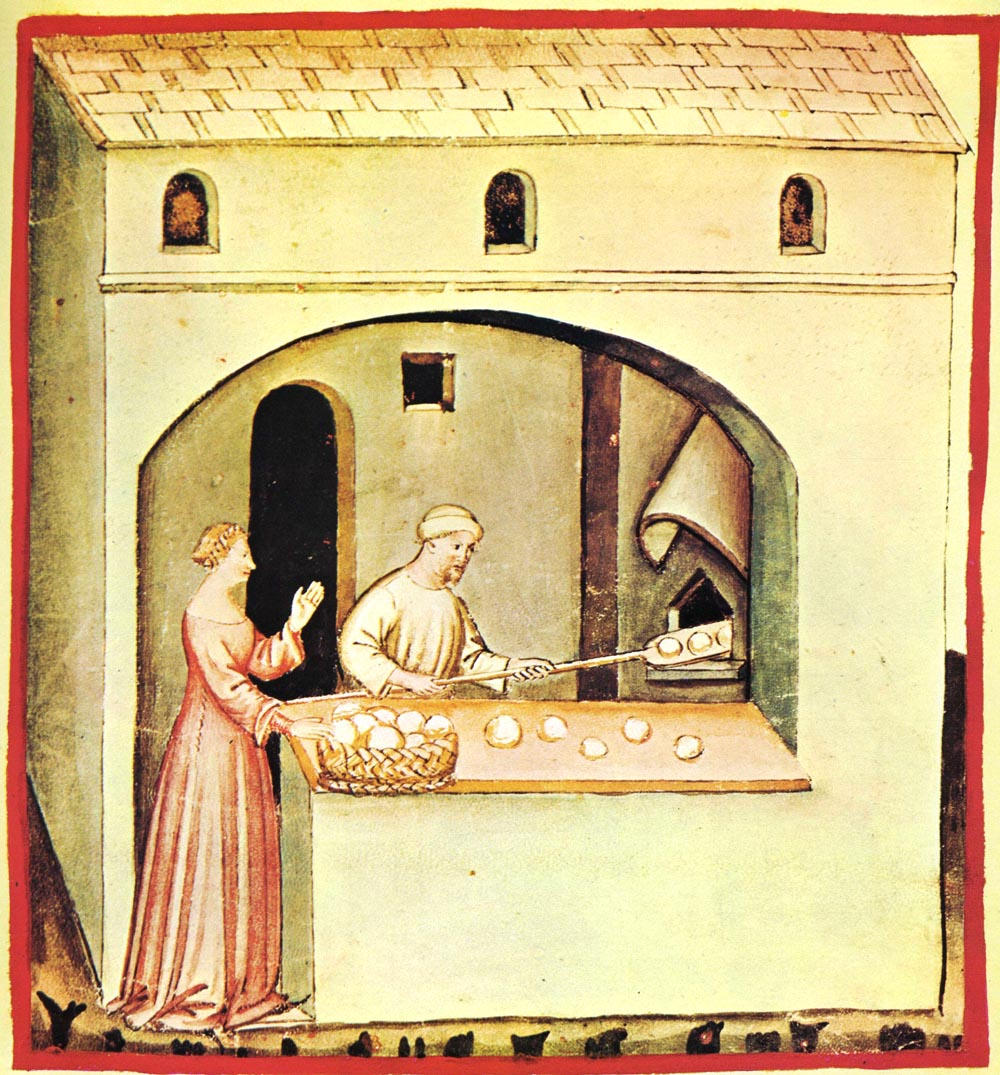
Taccuino Sanitatis: Brotverkauf im 14. Jahrhundert

Als Brotbank (Brotpanckh) bezeichnete man im Mittelalter und bis zum 19. Jahrhundert die Verkaufsstelle der Bäcker.
Im Mittelalter waren die Herstellung und der Verkauf durch Verordnungen getrennt und streng geregelt. Es war allgemeine Maßregel, dass gleichartige Waren am selben Ort verkauft werden mussten. Dies waren meistens die Märkte und später auch die Kaufhallen. Deshalb entstanden immer mehr Lagerhäuser, Hallen und Bänke. Die Landesfürsten mussten das Recht erst erteilen, um beispielsweise eine Brotbank errichten zu dürfen.
Die Bäcker mussten ihre Erzeugnisse zur Brotbank bringen. Dort wurde das Brot auf die vorgeschriebene Qualität und das vorgeschriebene Gewicht hin überprüft und zu den festgesetzten Preisen verkauft. Die Bäcker mussten Miete oder Zins dafür zahlen.
In Wien entstanden z. B. im 15. Jahrhundert sogenannte Brotbänke, welche die Bäcker mieten mussten, um ihr Brot verkaufen zu können.
In Brixen mussten die Bäcker, gemäß der Stadtordnung von 1604, ihr Brot in der „Brotpanckh“ wiegen lassen. Falls es nicht in der Qualität und dem Gewicht entsprach, musste das Brot dem Spital oder den armen Leuten gegeben werden, außerdem wurden die Bäcker als Verbrecher bestraft.
„Brotbank hieß in Meran das öffentliche Lokal, in dem die Bäcker ihr Brot feilboten, später wurden auch andere Bedarfsartikel verkauft“ (19. Jh.).